# Filtre de sorra

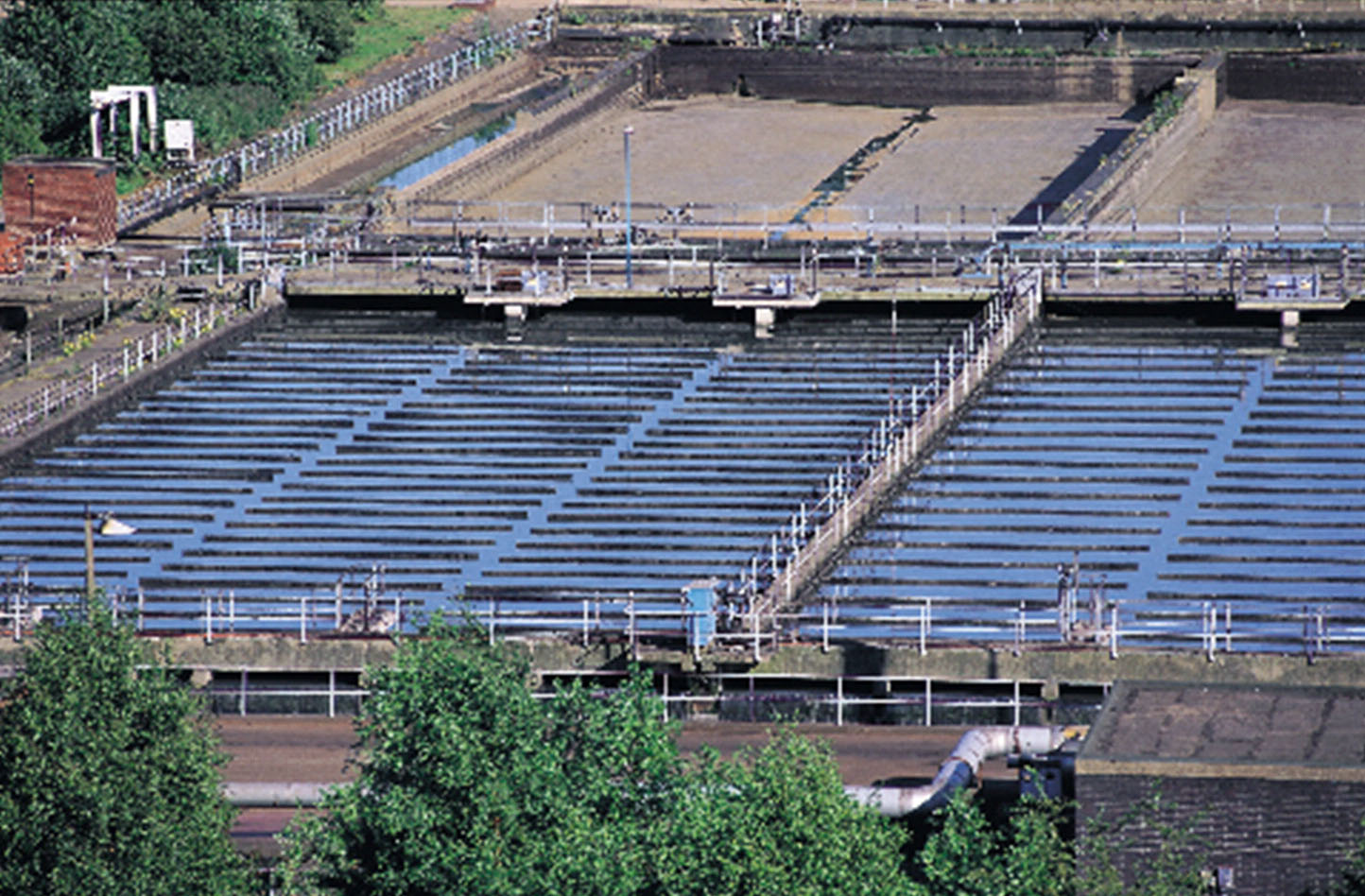
Filtre de sorra per al tractament de l'aigua

Els filtres de sorra o filtres d'arena es fan servir per purificar l'aigua. N'hi ha tres tipus principals; 
1. Filtre de sorra ràpid
2. Filtre de sorra de flux ascendent
3. Filtre de sorra lent

El filtre de sorra ràpid requereix usar floculants químics mentre que els filtres de sorra lent poden produir aigua d'alta qualitat lliure de patògens, gustos i olors sense necessitar productes químics.